# Den närsynte bofinken Knut
"Den närsynte bofinken Knut" är en revykuplett med text av Hagge Geigert, melodin är samma som Det var dans bort i vägen av Helfrid Lambert som tonsatte Gustaf Frödings dikt.
Under denna titel  blev den ett revynummer som från allra första början sjöngs av Laila Westersund i en revy i Uddevalla i början av 1960-talet. När Eva Rydberg behövde ett nummer till sin show på Berns i Stockholm 1970 fick hon överta visan som blev en omedelbar succé.
Den kom att bli Eva Rydbergs stora paradnummer. Den låg på Svensktoppen i fyra veckor under perioden 4-25 februari 1973 med sjätteplats som högsta placering.
Singeln är en av titlarna i boken Tusen svenska klassiker (2009).